# Locomore
Locomore (stylizováno jako LOCOMORE, zkráceně LOC) je německý soukromý provozovatel osobních vysokorychlostních vlaků. Vznikl na konci roku 2016. Na zákazníky měl zacílit na trase Berlín – Stuttgart nižší cenou a vyšší rychlostí než autobusová konkurence. Na jaře 2017 se ale ocitl v insolvenci. Vlastníkem je od srpna 2017 česká společnost LEO Express, která se také stará o provozní stránku vlaků.[zdroj?] Marketing, prodej a péči o zákazníky má na starosti německý autobusový dopravce FlixBus.

## Historie
Locomore vznikl v roce 2016. Jeho rozjezd dotovali sami budoucí zákazníci, společnost vznikla díky tzv. crowdfundingu na internetové stránce startnext.com. Firma vybrala 460 tisíc euro, aby pokryla všechny náklady. Národním drahám Deutsche Bahn a autobusovým dopravcům měla konkurovat především díky ceně, nejlevnější jízdenky byly ze začátku nabízeny za 22 eur. Firmu založil Derek Ladewig. Locomore začal provozovat ojeté oranžové vozy tažené lokomotivou Taurus na trati Berlín – Stuttgart.
V květnu 2017 se dopravce dostal do finančních potíží a podala insolvenční návrh. Odůvodnění bylo, že nestačily finanční zásoby a jednání s možným investorem nedopadla.

### Převzetí společností Leo Express
O tři měsíce později, v srpnu 2017, oznámil český dopravce LEO Express převzetí této společnosti. Od 24. srpna 2017 tak začal Locomore znovu provozovat linku Berlín – Hannover – Frankfurt nad Mohanem – Heidelberg – Stuttgart. Prodej jízdenek a marketing zajišťuje společnost FlixBus, LEO Express v novém modelu Locomore zajišťuje[kdy?] provoz a údržbu. Společnost plánuje růst na další trasy po Německu, začala tak hledat nový personál. V říjnu 2017 Leo Express oznámil, že obsazenost linky Berlín – Stuttgart byla za první měsíc 80 % a plánuje expanzi.